# Quetzalcoatl
Quetzalcoatl (/ˌkɛtsɑːlkoʊˈɑːtəl/; tiếng Tây Ban Nha: [ket͡salˈkoatʊl] ⓘ; Classical Nahuatl: Quetzalcohuātl [ket͡saɬ'kowaːt͡ɬ], ở dạng có kính ngữ: Quetzalcohuātzin, liên_kết=| Về âm thanh này modern Nahuatl pronunciationⓘ) là một vị thần trong văn hóa và văn học Trung Bộ châu Mỹ có tên xuất phát từ ngôn ngữ Nahuatl và có nghĩa là "con rắn có lông" hoặc "Xà Điểu Nuốc". Tên còn có nghĩa ẩn dụ là "Anh em sinh đôi quý báu."  Các tài liệu sớm nhất được biết đến về việc thờ cúng một con rắn lông vũ xảy ra ở Teotihuacan trong thế kỷ thứ nhất TCN hoặc thế kỷ thứ nhất SCN. Thời kỳ đó nằm trong giai đoạn Tiền cổ điển đến Cổ điển sớm (400 TCN - 600 SCN) theo niên đại của Trung Bộ châu Mỹ; Sự tôn kính của vị thần này dường như đã lan rộng khắp Trung Bộ châu Mỹ vào cuối thời Cổ điển (600-900 sau CN).

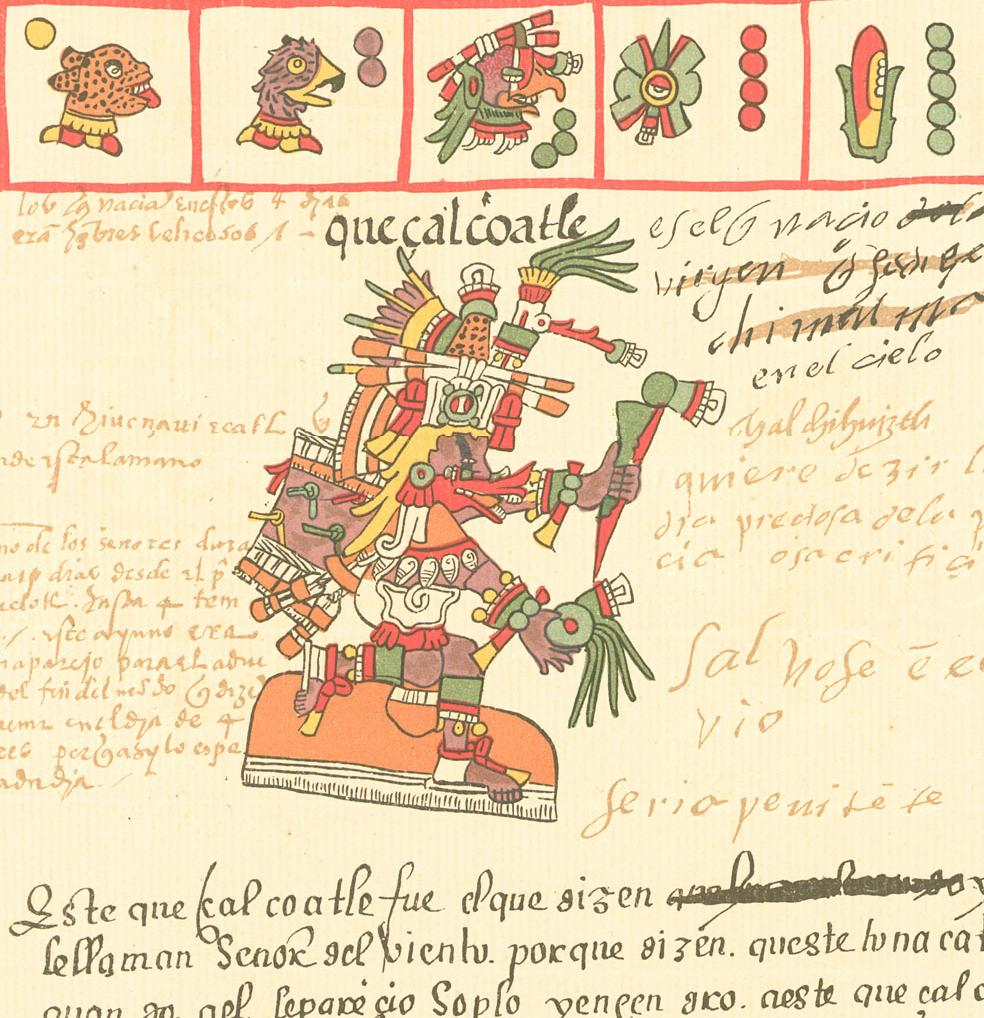
Quetzalcoatl được mô tả trong luật Telleriano-Remensis.

Trong thời kỳ hậu Cổ điển (900-1519), việc thờ cúng vị thần rắn có lông này là trung tâm của tôn giáo Cholula chính của Mexico. Trong thời kỳ này, vị thần này được biết đến với tên "Quetzalcoatl" do những người theo đạo Nahua của ông đặt tên. Trong khu vực Maya, vị thần này tương đương với Kukulkan và Gukumatz, những cái tên này cũng tạm dịch là "con rắn có lông" trong các ngôn ngữ Maya khác nhau.
Quetzalcoatl, vị thần của gió, không khí và học tập của người Aztec, đeo trên cổ chiếc "áo ngực gió" ehecailacocozcatl, "viên ngọc gió biến động mạnh mẽ" làm bằng vỏ ốc xà cừ. Bùa này là một vỏ ốc xà cừ được cắt ở mặt cắt ngang và có khả năng được một lãnh tụ tôn giáo đeo, vì những vật thể này đã được phát hiện trong các địa điểm chôn cất tại các địa điểm khảo cổ trên khắp Trung Bộ châu Mỹ, và có khả năng là những mẫu tượng trưng được chứng kiến trong cơn bão, quỷ bụi, vỏ sò và xoáy nước, vốn là những lực lượng nguyên tố có ý nghĩa trong thần thoại Aztec. Các bản vẽ Codex có hình Quetzalcoatl và Xolotl đeo ehecailacocozcatl quanh cổ. Ngoài ra, ít nhất một kho các lễ vật bao gồm dao và mẫu vật tượng được trang trí bằng các biểu tượng vài vị thần, một số trong đó được trang trí bằng đá quý gió.
Trong kỷ nguyên sau cuộc chinh phạt của Tây Ban Nha vào thế kỷ 16 của Đế chế Aztec, một số văn bản ghi chép đã kết hợp Quetzalcoatl với Ce Acatl Topiltzin, một vị vua trị vì thành phố lịch sử Tollan. Các nhà sử học tranh luận xem những câu chuyện kể về người cai trị Toltec huyền thoại này mô tả các sự kiện lịch sử đến đâu, hoặc liệu chúng là có thật hay không. Hơn nữa, các nguồn văn bản Tây Ban Nha đầu tiên được các giáo sĩ ghi lại. Các giáo sĩ này có xu hướng xác định vị thần cai trị Quetzalcoatl của những câu chuyện này với Hernán Cortés hoặc Thomas the Apostle - những nhận dạng cũng trở thành nguồn gốc của sự đa dạng về ý kiến về bản chất của Quetzalcoatl.
Trong số những người Aztec, với các niềm tin được ghi chép tốt nhất trong các nguồn lịch sử, Quetzalcoatl có liên quan đến các vị thần của gió, của hành tinh Venus, của bình minh, của thương nhân và nghệ thuật, thủ công và kiến thức. Vị thần này cũng là vị thần bảo trợ của chức tư tế Aztec, về học tập và kiến thức. Quetzalcoatl là một trong một số vị thần quan trọng trong đền thờ người Aztec, cùng với các vị thần Tlaloc, Tezcatlipoca và Huitzilopochtli. Hai vị thần khác được đại diện bởi hành tinh Venus là đồng minh Tlaloc (thần mưa) của Quetzalcoatl, và người song sinh và kẻ canh giữ hồn của Quetzalcoatl, Xolotl.
Các loài động vật được cho là đại diện cho Quetzalcoatl bao gồm các loài nuốc nữ hoàng, rắn đuôi chuông (áo choàng có nghĩa là "con rắn" trong tiếng Nahuatl), quạ và vẹt Macaw. Ở dạng Ehecatl, thần là gió và được đại diện bởi khỉ nhện, vịt và gió. Với hình dạng là ngôi sao buổi sáng, Venus, thần này cũng được miêu tả là một con đại bàng Harpy. Trong truyền thuyết Mazatec, vị thần chiêm tinh Tlahuizcalpantecuhtli, người cũng được đại diện bởi sao Kim, có mối quan hệ mật thiết với Quetzalcoatl.